# Ingbert
Ingbert, Ingobert – imię męskie pochodzenia germańskiego. Powstało ze starowysokoniem. Ing(wio) (imię germańskiego boga) i beraht (błyszczący, świecący). Imię to ma dwóch świętych patronów.
Ingbert imieniny obchodzi 28 marca i 22 października.